# Epanokalimavkion

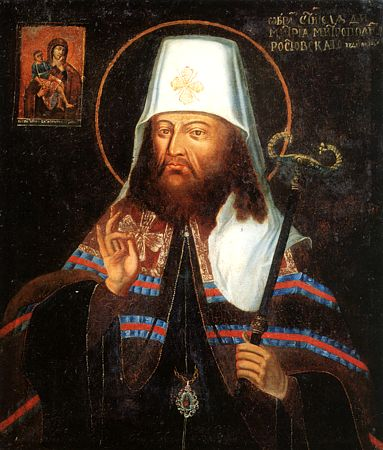
Icona di San Dimitry di Rostov che indossa un epanokalimavkion bianco proprio degli arcivescovi metropoliti.

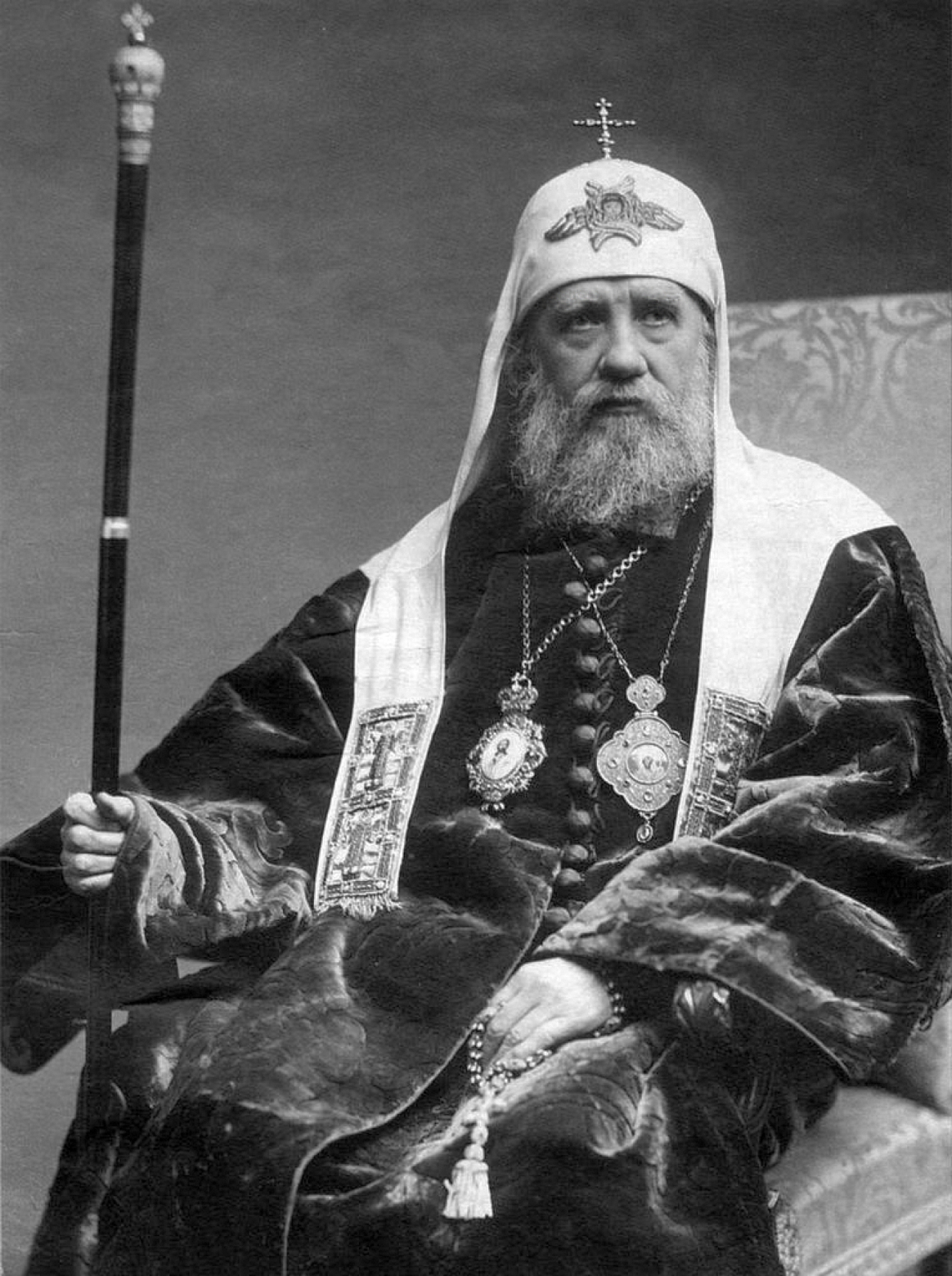
San Tikhon, patriarca di Mosca indossa un epanokamilavkion bianco.

Un epanokalimavkion (in greco  επανωκαλυμμαύχιον?, anche  'epanokalimafko'   επανωκαλύμμαυχο) è un capo di abbigliamento clericale indossato dai monaci della Chiesa ortodossa che portano il grado di rassoforo o superiore, compresi i vescovi. Si tratta di un velo, di solito nero, che è indossato sopra il kamilavkion.
L'epanokamilavkion è attaccato alla parte anteriore del kamilavkion e si estende sopra la parte superiore per scendere lungo la schiena. In alcune tradizioni, i monaci lasciano scendere i lembi del velo sopra le spalle.
Nella Chiesa ortodossa russa, l'epanokamelavkion calzato sul kamilavkion è chiamato Klobuk.
Gli ierodeaconi  (cioè monaci diaconi) si tolgono l'epanokamelavkion quando servono il servizio liturgico; se non servono, lo devono indossare ogni volta che frequentano i riti. I monaci che sono stati ordinati suddiaconi (chierichetti), non indossano il kamilavkion. Gli Ieromonaci devono indossare sempre l'epanokamelavkion ogni volta che indossano il kamilavkion.
Nella tradizione russa, l'epanokamelavkion di un arcivescovo ha una croce gemmata cucita sulla parte anteriore. Un metropolita indossa un epanokamilavkion bianco con la stessa croce gemmata. Il Patriarca di Mosca porta un'epanokamelavkion spesso riccamente ricamato con serafini o altri simboli sacri sui lembi ed è calzato su di un kamilavkion conico chiamato koukoulion.
Il Patriarca di Bulgaria indossa un epanokamelavkion bianco con una piccola croce. Il Patriarca di Romania indossa una epanokamelavkion bianco.
Sul Monte Athos, le tradizioni possono variare da monastero a monastero, ma in generale, nei monasteri greci, l'epanokamelavkion non è cucito al kamilavkion, ma sta semplicemente posato su di esso. La ragione è che i monaci Athoniti devono poterlo rimuovere e porlo sulle spalle in certi momenti della liturgia.